# Wendell Carter Jr.
Pour les articles homonymes, voir Carter.
Wendell Andre Carter Jr., né le 16 avril 1999 à Atlanta en Géorgie, est un joueur américain de basket-ball évoluant au poste de pivot voire d'ailier fort et mesurant 2,05 m.

## Biographie

### Carrière universitaire
Après une saison universitaire avec Duke qui se conclut par une élimination en finale régionale face aux Jayhawks du Kansas lors du Championnat NCAA, il se présente à la draft 2018 de la NBA.

### Carrière professionnelle

#### Bulls de Chicago (2018-2021)
Il est choisi en 7e position par les Bulls de Chicago lors de la draft 2018 de la NBA.
Le 30 novembre 2018, il inscrit son record en carrière avec 28 points face aux Pistons de Détroit.

#### Magic d'Orlando (depuis 2021)
Le 25 mars 2021, Wendell Carter Jr. est envoyé vers le Magic d'Orlando avec Otto Porter en échange de Nikola Vučević et Al-Farouq Aminu.

## Statistiques

### Universitaires
| Saison    | Équipe   | Matchs | Titul. | Min./m | % Tir | % 3pts | % LF | Rbds/m. | Pass/m. | Int/m. | Ctr/m. | Pts/m. |
| --------- | -------- | ------ | ------ | ------ | ----- | ------ | ---- | ------- | ------- | ------ | ------ | ------ |
| 2017-2018 | Duke     | 37     | 37     | 26,9   | 56,1  | 41,3   | 73,8 | 9,05    | 2,00    | 0,81   | 2,05   | 13,54  |
| Carrière  | Carrière | 37     | 37     | 26,9   | 56,1  | 41,3   | 73,8 | 9,05    | 2,00    | 0,81   | 2,05   | 13,54  |

### Professionnelles

#### Saison régulière
| Saison    | Équipe   | Matchs | Titul. | Min./m | % Tir | % 3pts | % LF | Rbds/m. | Pass/m. | Int/m. | Ctr/m. | Pts/m. |
| --------- | -------- | ------ | ------ | ------ | ----- | ------ | ---- | ------- | ------- | ------ | ------ | ------ |
| 2018-2019 | Chicago  | 44     | 44     | 25,2   | 48,5  | 18,8   | 79,5 | 6,98    | 1,77    | 0,59   | 1,32   | 10,34  |
| 2019-2020 | Chicago  | 43     | 43     | 29,2   | 53,4  | 20,7   | 73,7 | 9,42    | 1,19    | 0,77   | 0,84   | 11,26  |
| 2020-2021 | Chicago  | 32     | 25     | 24,7   | 51,2  | 36,4   | 73,9 | 7,81    | 2,16    | 0,56   | 0,75   | 10,88  |
| 2020-2021 | Orlando  | 22     | 19     | 26,5   | 49,3  | 24,1   | 72,1 | 8,77    | 1,59    | 0,77   | 0,82   | 11,73  |
| 2021-2022 | Orlando  | 62     | 61     | 29,9   | 52,5  | 32,7   | 69,1 | 10,45   | 2,76    | 0,58   | 0,69   | 15,02  |
| 2022-2023 | Orlando  | 57     | 54     | 29,6   | 52,5  | 35,6   | 73,8 | 8,72    | 2,32    | 0,53   | 0,58   | 15,23  |
| 2023-2024 | Orlando  | 55     | 48     | 25,6   | 52,5  | 37,4   | 69,4 | 6,93    | 1,73    | 0,64   | 0,51   | 10,96  |
| 2024-2025 | Orlando  | 68     | 51     | 25,9   | 46,0  | 23,4   | 73,7 | 7,24    | 1,97    | 0,76   | 0,60   | 9,09   |
| Carrière  | Carrière | 383    | 345    | 27,3   | 50,9  | 31,6   | 72,9 | 8,28    | 2,00    | 0,64   | 0,73   | 11,92  |

Dernière mise à jour le 15 avril 2025.
| Saison   | Équipe   | Matchs | Titul. | Min./m | % Tir | % 3pts | % LF | Rbds/m. | Pass/m. | Int/m. | Ctr/m. | Pts/m. |
| -------- | -------- | ------ | ------ | ------ | ----- | ------ | ---- | ------- | ------- | ------ | ------ | ------ |
| 2024     | Orlando  | 7      | 5      | 26,4   | 40,4  | 28,0   | 72,7 | 6,29    | 1,29    | 0,71   | 0,57   | 7,57   |
| 2025     | Orlando  | 5      | 5      | 32,4   | 52,5  | 27,3   | 60,0 | 10,80   | 1,20    | 0,40   | 0,40   | 10,20  |
| Carrière | Carrière | 12     | 10     | 28,9   | 46,0  | 27,8   | 66,7 | 8,17    | 1,25    | 0,58   | 0,50   | 8,67   |

Dernière mise à jour le 30 avril 2025.

## Records sur une rencontre en NBA
Les records personnels de Wendell Carter Jr. en NBA sont les suivants, :
| Type de statistique        | Saison régulière | Saison régulière          | Saison régulière | Playoffs | Playoffs                 | Playoffs      |
| Type de statistique        | Record           | Adversaire                | Date             | Record   | Adversaire               | Date          |
| -------------------------- | ---------------- | ------------------------- | ---------------- | -------- | ------------------------ | ------------- |
| Points                     | 30               | 2 fois                    | 2 fois           | 16       | @ Celtics de Boston      | 23 avril 2025 |
| Paniers marqués            | 12               | 3 fois                    | 3 fois           | 6        | @ Celtics de Boston      | 23 avril 2025 |
| Paniers tentés             | 22               | @ Nuggets de Denver       | 14 février 2022  | 11       | @ Celtics de Boston      | 3 mai 2025    |
| Paniers à 3 points réussis | 4                | 4 fois                    | 4 fois           | 3        | @ Celtics de Boston      | 23 avril 2025 |
| Paniers à 3 points tentés  | 8                | @ Clippers de Los Angeles | 18 mars 2023     | 7        | Cavaliers de Cleveland   | 3 mai 2025    |
| Lancers francs réussis     | 8                | 3 fois                    | 3 fois           | 3        | @ Cavaliers de Cleveland | 22 avril 2024 |
| Lancers francs tentés      | 10               | 4 fois                    | 4 fois           | 4        | 2 fois                   | 2 fois        |
| Rebonds offensifs          | 9                | Nets de Brooklyn          | 16 novembre 2019 | 6        | Celtics de Boston        | 25 avril 2025 |
| Rebonds défensifs          | 15               | @ Pacers de l'Indiana     | 2 février 2022   | 10       | @ Celtics de Boston      | 20 avril 2025 |
| Rebonds totaux             | 18               | 2 fois                    | 2 fois           | 13       | @ Celtics de Boston      | 20 avril 2025 |
| Passes décisives           | 7                | 3 fois                    | 3 fois           | 3        | 2 fois                   | 2 fois        |
| Interceptions              | 6                | Hawks d'Atlanta           | 8 avril 2025     | 3        | @ Cavaliers de Cleveland | 5 mai 2025    |
| Contres                    | 4                | 4 fois                    | 4 fois           | 3        | @ Cavaliers de Cleveland | 30 avril 2024 |
| Balles perdues             | 6                | 2 fois                    | 2 fois           | 3        | @ Celtics de Boston      | 20 avril 2025 |
| Minutes jouées             | 43               | Pacers de l'Indiana       | 4 janvier 2019   | 35       | Celtics de Boston        | 27 avril 2025 |

- Double-double : 112 (dont 2 en playoffs)
- Triple-double : 0

Dernière mise à jour : 30 avril 2025

## Salaires
Les gains de Wendell Carter Jr. en carrière sont les suivants :
| Année       | Équipe           | Salaire      |
| ----------- | ---------------- | ------------ |
| 2018-2019   | Bulls de Chicago | 4 441 200 $  |
| 2019-2020   | Bulls de Chicago | 5 201 400 $  |
| 2020-2021   | Magic d'Orlando  | 5 448 840 $  |
| 2021-2022   | Magic d'Orlando  | 6 920 027 $  |
| 2022-2023   | Magic d'Orlando  | 14 150 000 $ |
| 2023-2024   | Magic d'Orlando  | 13 050 000 $ |
| Total Gains | Total Gains      | 49 211 467 $ |
| 2024-2025   | Magic d'Orlando  | 11 950 000 $ |
| 2025-2026   | Magic d'Orlando  | 10 850 000 $ |
| 2026-2027   | Magic d'Orlando  | 18 102 000 $ |
| 2027-2028   | Magic d'Orlando  | 19 550 160 $ |
| 2028-2029   | Magic d'Orlando  | 20 998 320 $ |